# 星 (タロット)

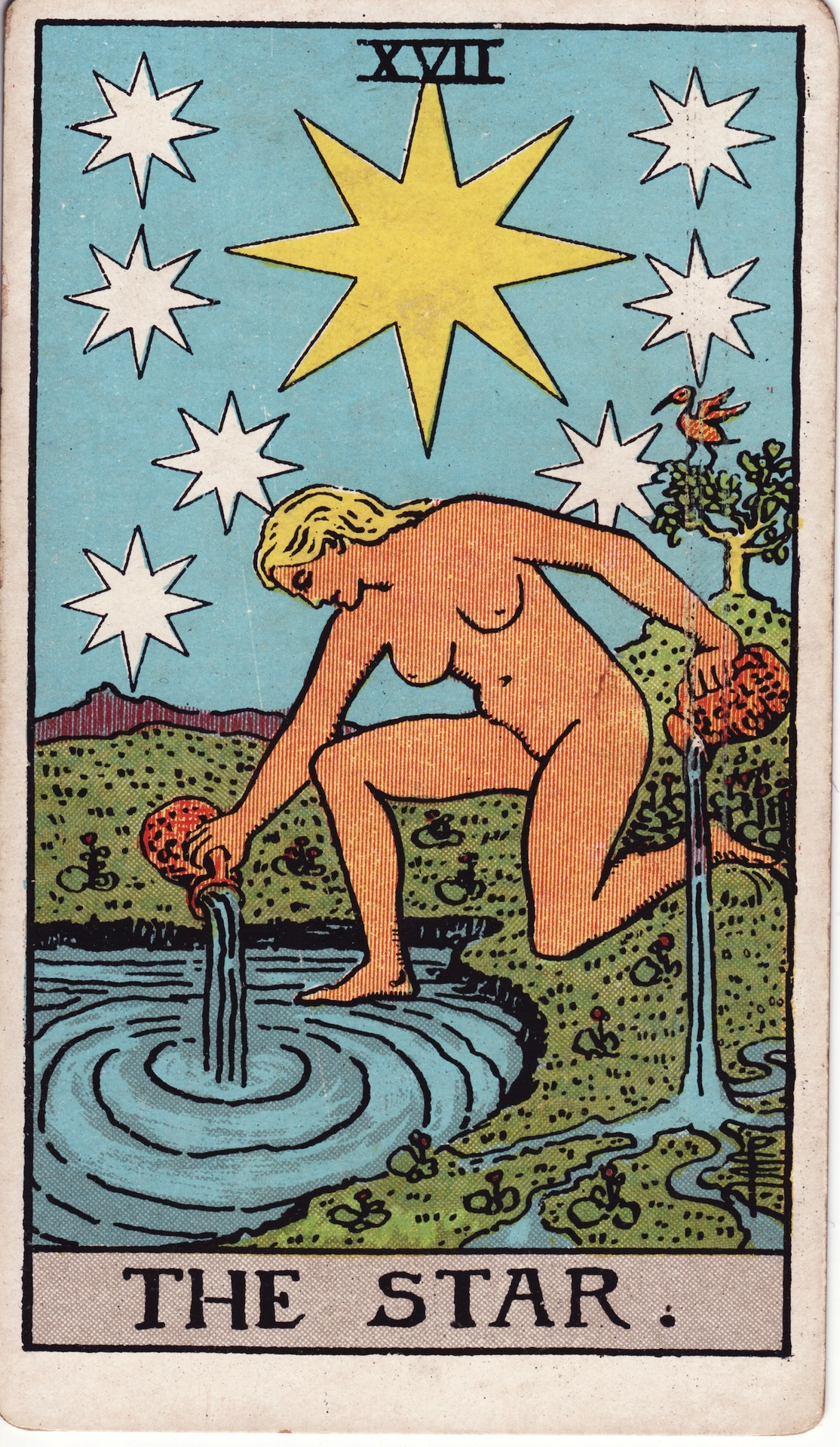
ウェイト版タロットの星

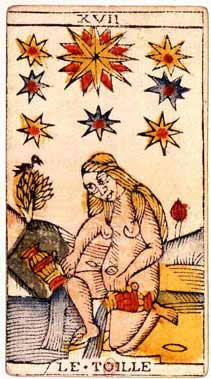
マルセイユ版タロットの星

星（ほし、英語: The Star、フランス語: L'Étoile）は、タロットの大アルカナに属するカードの1枚。
カード番号は「17」。前のカードは「16 塔」、次のカードは「18 月」。

## カードの意味
正位置の意味
希望、ひらめき、願いが叶う、絶望からの再生。
逆位置の意味
失望、絶望、無気力、高望み、見損ない。
アーサー・エドワード・ウェイトのタロット図解における解説では「希望と明るい見通し・瞑想・霊感・放棄」を意味するとされる。

## カバラとの関係
ヘブライ文字はヘー（ה）、ただし複数の異説がある。「黄金の夜明け団」の説ではコクマーとティファレトのセフィラを結合する経に関連付けられている。

## 占星術との対応
以下のような諸説がある。
- 星座：双児宮説、処女宮説、磨羯宮説、宝瓶宮説[注釈 1]、双魚宮説
- 惑星：水星説、金星説

## 寓画の解釈
ウェイト版、マルセイユ版の両版とも、天空にひときわ大きな星とその周りを囲む7つの小さな星が、地上には水と大地に壺から液体を注いでいる女性が描かれている。この星が何なのかは、シリウス説、金星説、木星と土星の会合説、北極星説、七惑星説、水星説、北斗七星説がある。ウェイト版とマルセイユ版との主な相違点は、女性の姿勢、星の形と位置、樹木の数と位置、あとは全体の配色程度に留まっている。マルセイユ版では、小さな星は赤・青・黄色の3色で描かれ、その配色はある程度の規則性に則っているものの、形の方はフリーハンドで描かれたかのように歪で、一つとして同じ形のものは無い。一方、中心の大きな星は幾何学的な正確さをもって描かれている。この大きな星の黄色の八芒星には黒い線が引かれており、星の先端を中心へと繋いでいる。その中心の黒点は車輪の車軸を思わせ、この2つの星が天に留められ、そこに留まったままであることを示している。加えて、赤と黄色が交互に入れ替わるように描かれている事から、この星は自らの軸をもって回転している巨大な車輪を暗示している。象徴的に黄色は霊や直感などを表し、赤は肉体や人間的感情を表している。即ち、この大きな星は「霊的な直観力」と「身体」との“統合”を表していると解釈される。また、小さな星々を個人の内面における多種多様なパーソナリティの断片と捉え、車輪の回転と共にもうすぐ意識にとって利用可能になるということを暗示している。だが、そのためには仲介者が必要である。「星」のカードには裸体の女性が描かれている。女性は二つの壺から液体を注いでいる。この壺は形・色・大きさにおいて非常によく似ているが、一方の液体を水の流れに、もう一方の液体を大地に注いでいることから、その用途において異なっていることが読み取れる。流れ出した水の一方は大地に落ちて地中に眠るあらゆる種子を育む。もう一方は共通の水流へと戻り、再び流れを生み、水で満たす。大地は種子を育む生命の母であり、水は全ての生命の源であり、樹木は水を得て大地より生える生命の象徴である。二つの壺は「節制」との親近性を表し、この女性が人間でありながら仲介者としての力を持っていることを表している。また、身体的象徴である「赤」と、女性が裸体であることは、「星」の段階においてこれら自然との接触、即ち「塔」において求められた変容が、女性＝仲介者によって自己の内面において即時的・直接的に行われていることを表している。「星」に描かれる樹木は、伸び伸びと生い茂り、天と地をつなぐ象徴として描かれている。それらは離れた位置にありながらも大地に根ざすことによって同一の目的を与えられており、鳥が木から木へ飛び移ることによって更に強く結び付けられる。このように強く関連する2つの類似物が象徴するのは双子である。双子は、無意識の中で存在するあらゆる性質や本質は互いに混じり合っており、それを意識として気付くときの初期段階における象徴として現れる。この段階を表したのが「教皇」に描かれた双子である。だが、「星」で表される双子の象徴するものは、より意識的に段階が進み、像として類似するものの同一の内容や形をもたない、2つのものとして現れていると解釈される。
ウェイト版とマルセイユ版を見比べて分かるように、22枚の大アルカナの中でウェイトが大きく構図を変更しなかったうちの1枚である。